# 吴诚 (1907年)
吴诚（1907年1月6日—1991年1月13日），男，江苏苏州人，中华人民共和国政治人物，曾任黑龙江省人大常委会副主任，第五届全国政协委员。